# Videotelefonia

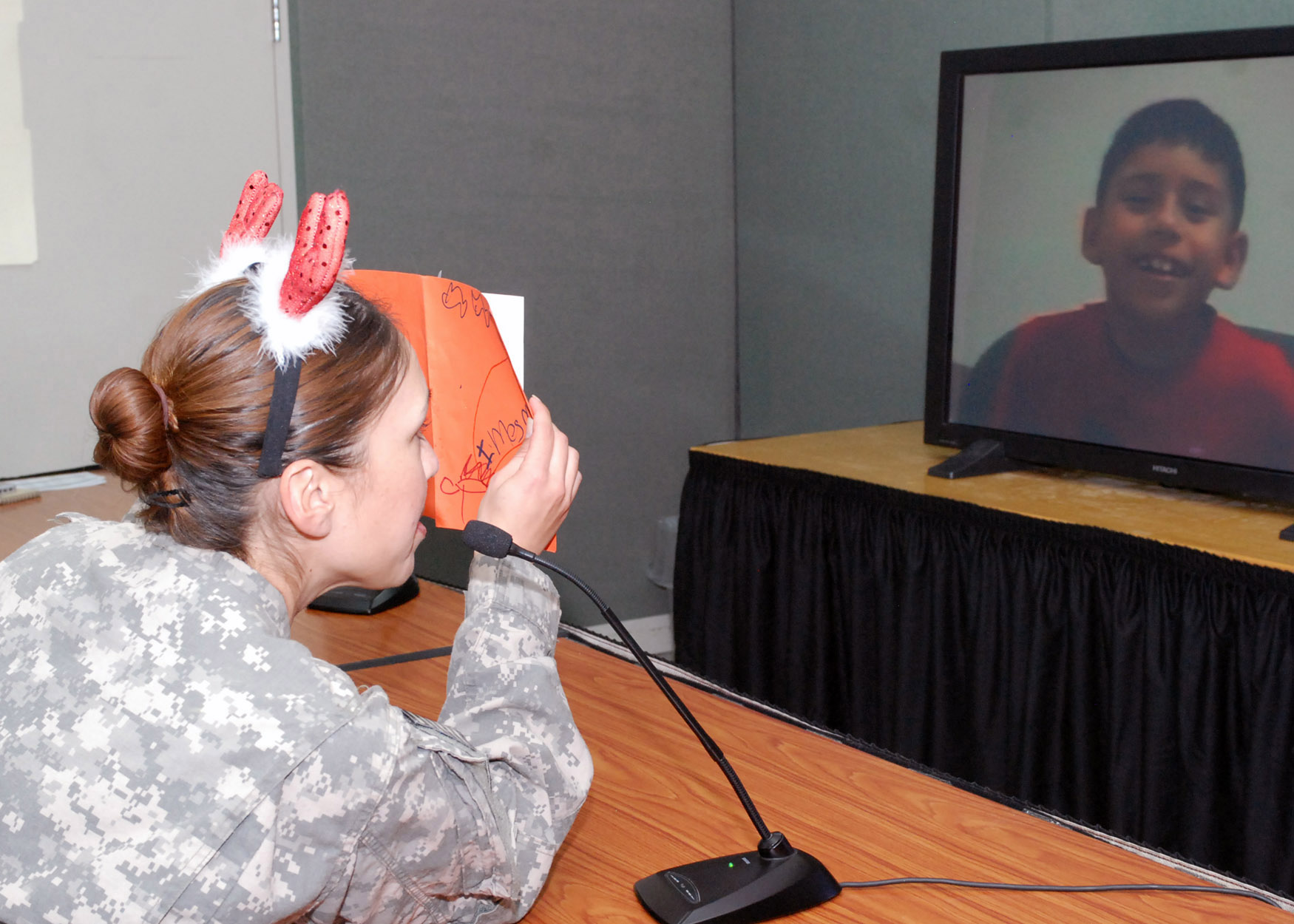
Oficial do exército americano em Baghda, conversa com seu filho no Texas por meio de videotelefonia.

Videotelefonia é a tecnologia que mistura telecomunicação e televisão, permitindo a transmissão bidirecional de voz e imagem através do serviço de audiovisual em tempo real em aparelhos de telefonia móvel de banda larga capazes de receber vídeos e que só foi possível após a invenção da televisão.

## História
Com a invenção da televisão, o surgimento do videotelefone tornou-se possível. Foram efetuadas várias experiências a fim de fazer o sonho do videotelefone uma realidade. Nos anos 80, na França, realizou-se a maior experiência de todas, antes já feitas, chamada Biarritz: integrando vários componentes de novas tecnologias, principalmente o acesso a fibras óticas e videotelefones. Foram instalados acessos para centenas de utilizadores, que podiam telefonar, videotelefonar, além de assistir a vários programas de televisão. Tudo feito através de uma fibra ótica ligada à residência. A experiência não deu muito certo, pois como as pessoas moravam próximas uma das outras, não havia necessidade de se verem através dos aparelhos, bastavam se visitarem.
Já na Alemanha, Berlin, a mesma experiência foi feita com 40 pessoas, no entanto com um detalhe que fez a diferença. todas eram surdas.

## Aplicações
Somente através da tecnologia GSM utilizada em celulares, foi possível chegar até a tecnologia 3G para internet móvel, o que possibilitou o desenvolvimento da videotelefonia.
O equipamento é capaz de receber sinais a partir de fibra-ótica permitindo ver e ouvir pela telefonia móvel (celulares) e dessa maneira reduzir distâncias, funcionando, inclusive, em vídeo conferência, facilitando a comunicação entre pessoas.